# Winfield, West Virginia
Winfield är administrativ huvudort i Putnam County i West Virginia i USA. Orten fick sitt namn efter militären Winfield Scott. Enligt 2010 års folkräkning hade Winfield 2 301 invånare.